# لويس دي لا فوينتي
لويس دي لا فيوينت (بالإسبانية: Luis de la Fuente Castillo) هو مدرب كرة قدم ولاعب كرة قدم إسباني في مركز الدفاع، ولد في 21 يونيو 1961 في أرو في إسبانيا. شارك مع منتخب إسبانيا تحت 18 سنة لكرة القدم ومنتخب إسبانيا تحت 21 سنة لكرة القدم ومنتخب إسبانيا تحت 23 سنة لكرة القدم. أما مع النوادي، فقد لعب مع أتلتيك بيلباو وديبورتيفو ألافيس ونادي إشبيلية.
تولى تدريب المنتخب الإسباني الأول بعد إقالة لويس أنريكي عقب خروج المنتخب الإسباني من ثمن نهائي كأس العالم قطر 2022 أمام المغرب بركلات الترجيح.